# دارینا اشمیت
دارینا سرگیونا اشمیت (روسی: Дари́на Серге́евна Шмидт؛ زادهٔ ۱۹۸۳ میلادی) اَنیماتور، کارگردان فیلم، فیلم‌نامه‌نویس، تدوین‌گر و هنرمند اهل روسیه است. وی دانش‌آموختهٔ «دانشگاه اتحادیه‌های کارگری بشردوستانه سنت پترزبورگ» بود. او برنده جایزه مسابقه کشوری «روسیه مدرن از نگاه جوانان» (بابت نوشتن مقاله «چگونه وارد یک افسانه شدم» در مجله «اُچِن‌یی او. اِم»، ۲۰۰۴) و همچنین برندهٔ جایزهٔ دولت فدراسیون روسیه در حوزهٔ فرهنگ در سال ۲۰۱۴ شد.
از فیلم‌ها یا مجموعه‌های تلویزیونی که وی در آن‌ها نقش داشته است، می‌توان به لونتیک اشاره نمود.